# Denkmalgeschützte Objekte im Okres Košice III

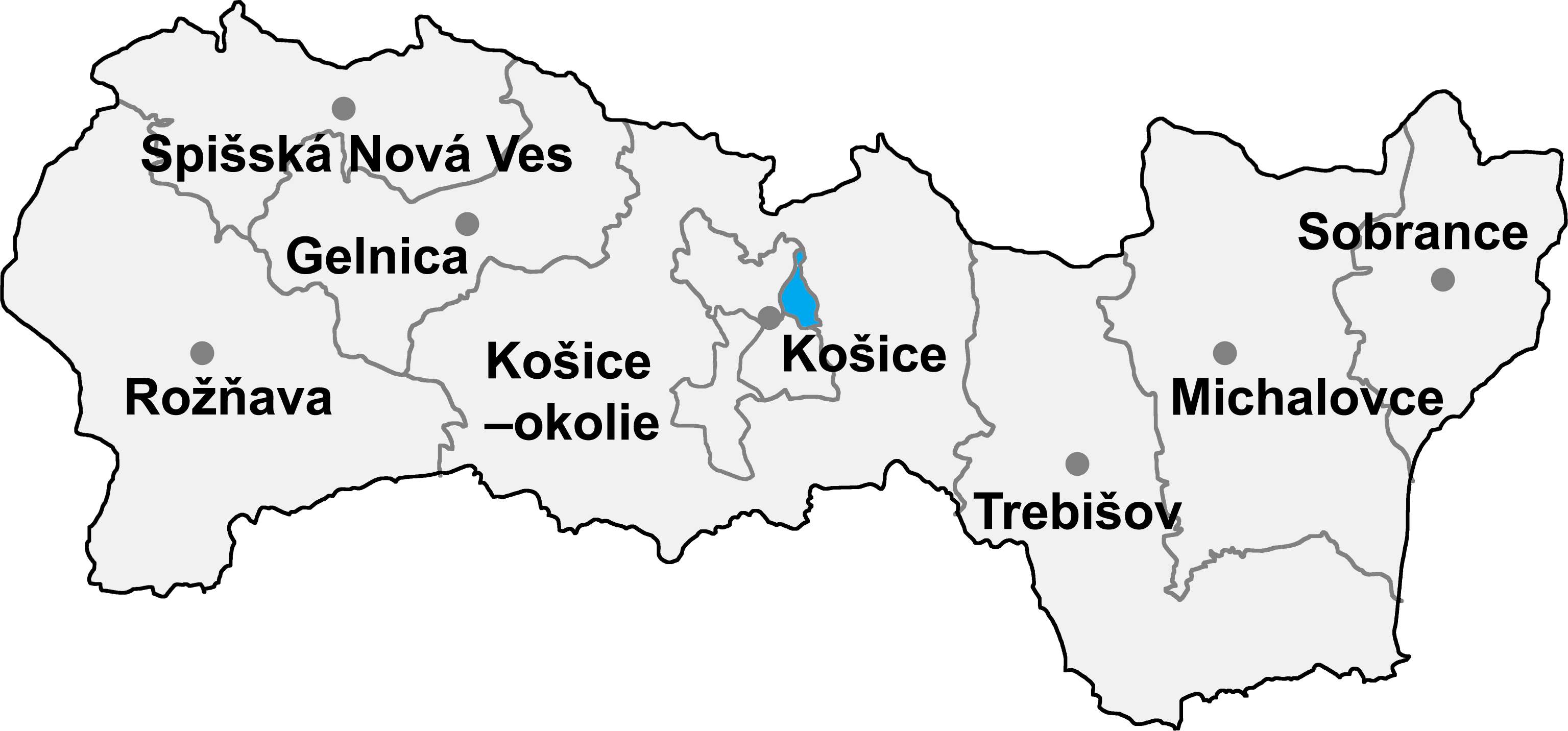

Im Okres Košice III besteht ein denkmalgeschütztes Objekt. Die unten angeführte Liste führt zu den Gemeindelisten und gibt die Anzahl der Objekte an. In Gemeinden, die nicht verlinkt sind, existieren keine geschützten Objekte.
| Liste der Okresy    | Objektanzahl |
| ------------------- | ------------ |
| Dargovských hrdinov | 0            |
| Košická Nová Ves    | 1            |